# 城輪柵
城輪柵（きのわのき/きのわのさく）は、現在の山形県酒田市城輪にあった日本の古代城柵。国の史跡に指定されている（指定名称は「城輪柵跡」）。
奈良時代末期に造営された出羽国国府所在地の有力な候補となっている（これ以前の所在、歴史は出羽柵を参照）。保存整備事業により、政庁南門、東門、築地塀の一部が復元されている。

## 発掘調査の沿革
初めて発掘調査が行われた1931年以前にも、「城輪」という地名から遺跡の存在が推測されている。
- 『往古此辺に官人の居城ありて、城外に祭れる神を城輪と称し、城地の内を城の内（きのうち）と称せしを後世城を木に改けるにや』（進藤重記「出羽風土略記」1762年）
「木の内」は遺跡北西部の集落。
- 『柵戸の遺跡とも疑はるる節あり』（吉田東伍「大日本地名辞書」1907年）
城輪、木の内という名称から柵戸の存在を推測。

他にも、歴史学者の喜田貞吉は「城輪・木の内」以外にも「本楯（遺跡中心部から北西2.5キロメートル）・新田目（北西2.0キロメートル）・政所（南東0.8キロメートル）・門田」といった地名が近隣に存在することから、飽海郡衙の存在を推測している。また、須恵器や瓦、礎石と思われる石が出土したことから、阿部正巳によって出羽国国分寺説も提唱された。
- 1931年（昭和6年） - 文部省嘱託の上田三平[3]らによる発掘調査により、25センチメートル角の角材が密接して並ぶ遺構が検出される。ほぼ正方位による一辺約720メートルの方形を成しており、外郭には門や櫓が存在していたことが判明した。
- 1932年（昭和7年） - 国の史跡に指定[4]
- 1964年（昭和39年） - 酒田市教育委員会による予備調査。遺跡中心部の「オ（大）畑」と呼ばれる、周辺水田よりも1メートルほど高い台地部分から掘立柱建物跡と礎石建物跡、二つの異なる時代の遺構が検出される。
- 1965年（昭和40年） - 文化財保護委員会（文化庁の前身）による発掘調査。正殿、西脇殿、南門など主要な遺構配置が判明。
- 1971年（昭和46年） - 酒田市教育委員会による継続調査
- 1981年（昭和56年） - 国指定の史跡に追加指定[4]
- 1984年（昭和59年） - 保存整備事業開始

## 遺構
山形県庄内地方北部の荒瀬川扇状地に位置し、一辺約720メートルの築地塀で区切られた正方形の外郭と、その中央に一辺約115メートルの築地等で囲まれた政庁（内郭）部分によって構成される総面積52万平方メートルの遺跡である。外郭の各辺中央にある門からは、政庁中心に向かって幅9メートルの大路が伸び、政庁の配置もこれにあわせた律令制官衙様式（正殿・後殿東西脇殿や後殿に付属する東西脇殿）となっている。内郭の東西南北各築地の中央には八御門が開いていた。
政庁遺構は、その建築様式において大きく4期に分けられ、前半2期においては掘立柱建物、後半2期では礎石建物へと変わる。また、4期では板塀から築地塀へと変化が見られる。

## 記録の中の城輪柵
- 850年（嘉祥3年）10月16日 - 『日本三代実録』によると、出羽地震による津波が城輪柵の近く6里にまで迫ったことが記されている[5]。

## 観光
- アクセス - JR酒田駅からバスで約20分
- イベント - 毎年8月に、篝火の下で民俗芸能などが演じられる「国府の火まつり」が行われている。